# Embelia tsjeriam-cottam
Embelia tsjeriam-cottam là một loài thực vật có hoa trong họ Anh thảo. Loài này được (Roem. & Schult.) A.DC. mô tả khoa học đầu tiên năm 1834.

## Hình ảnh

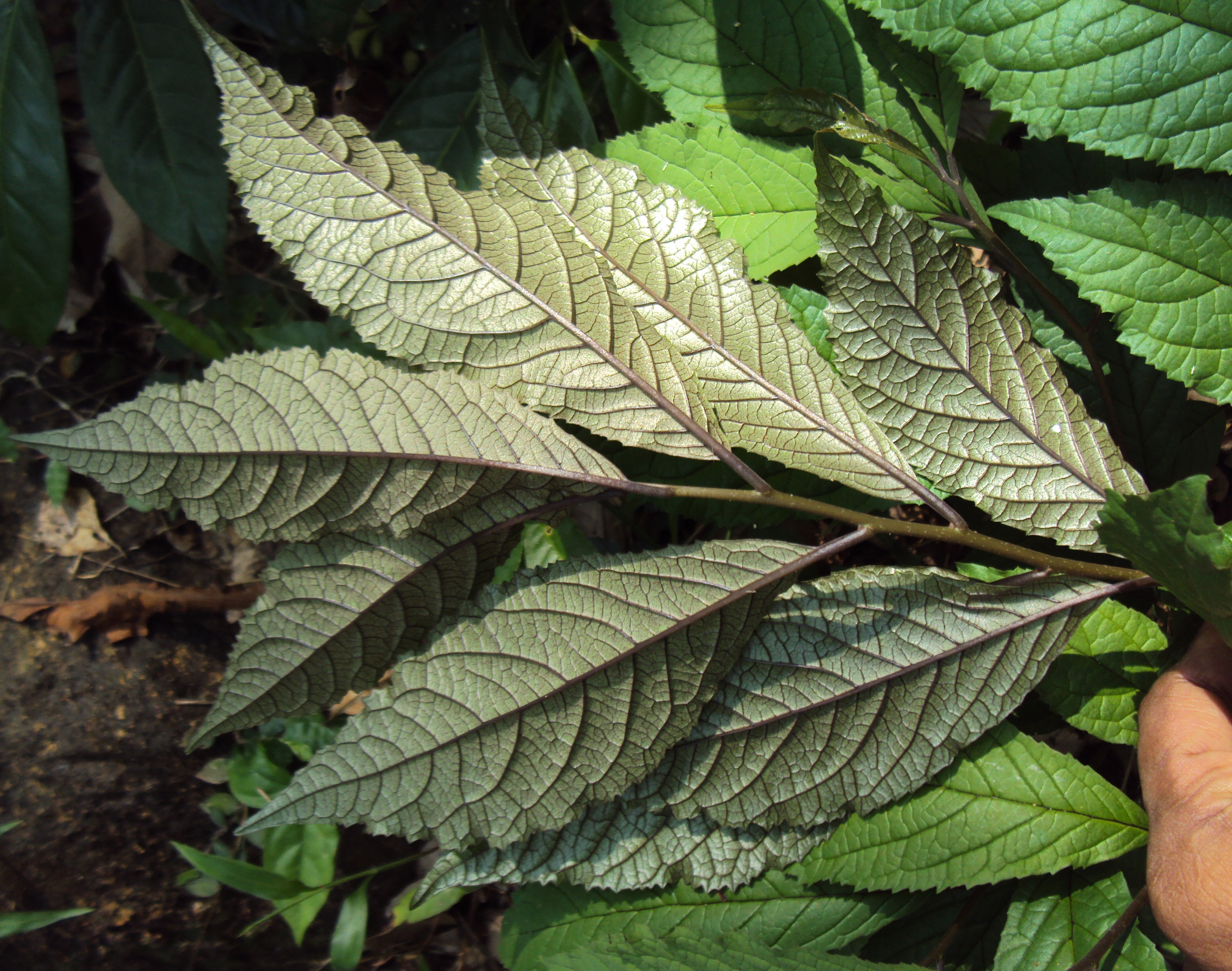
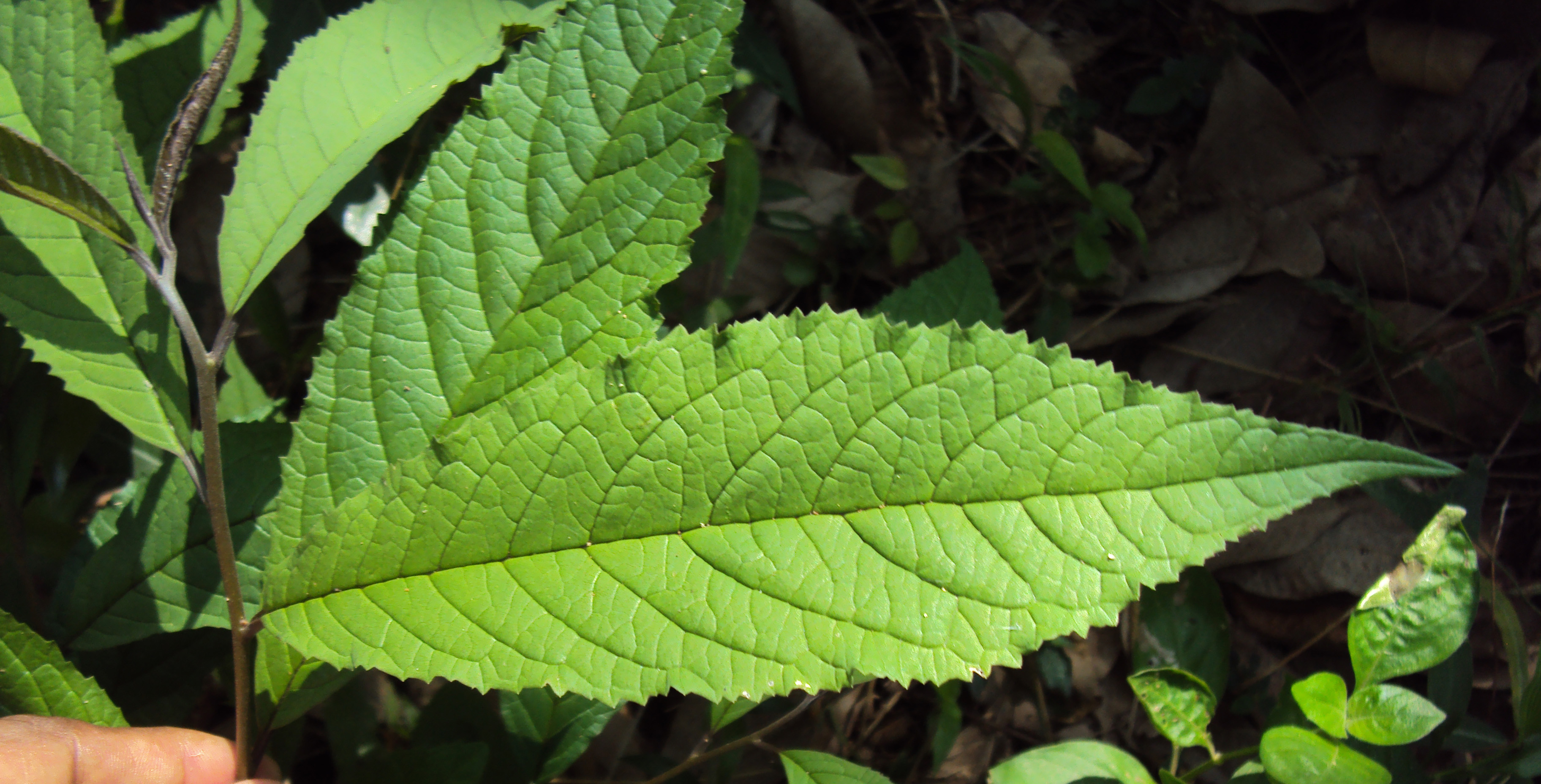
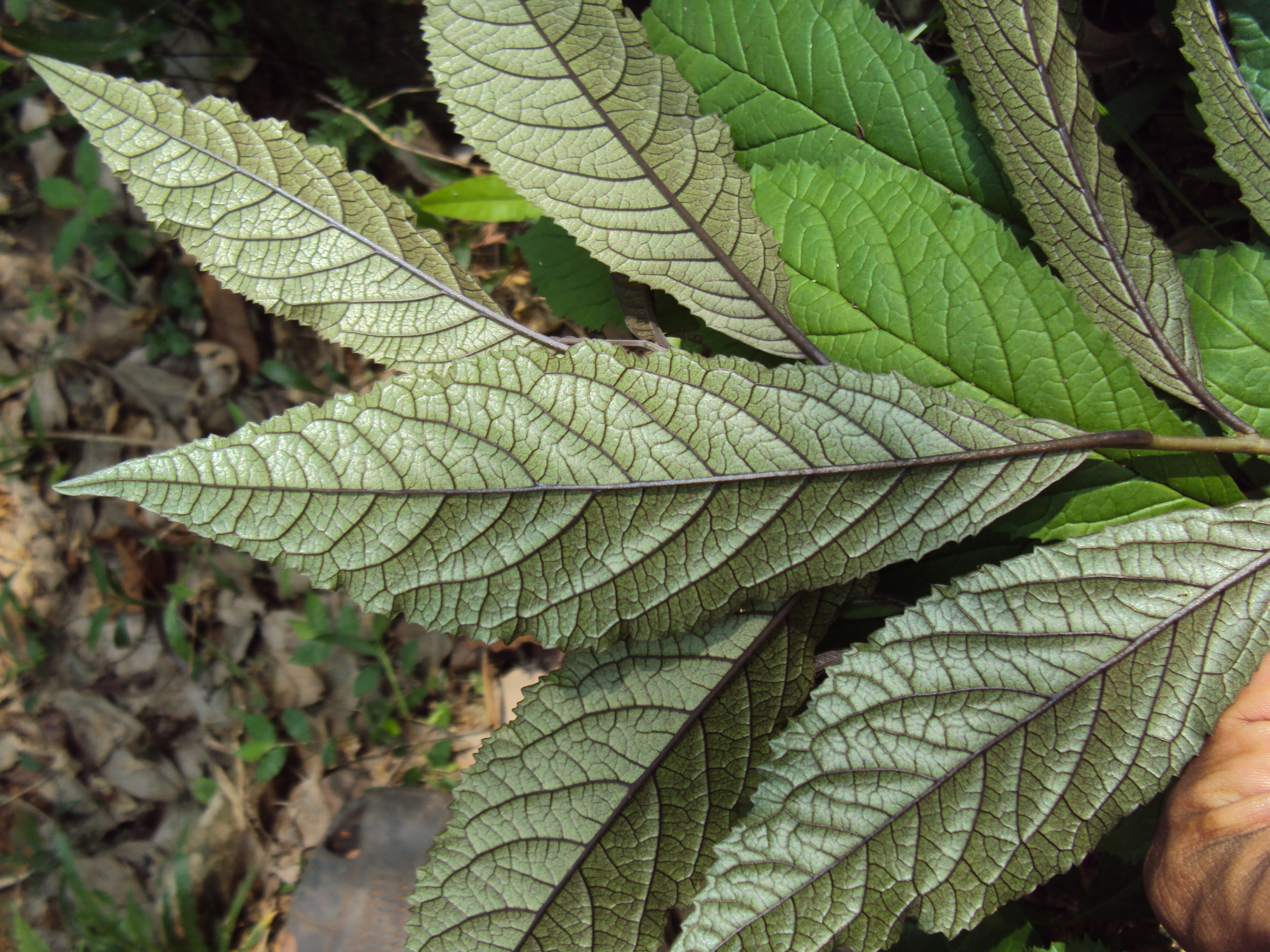
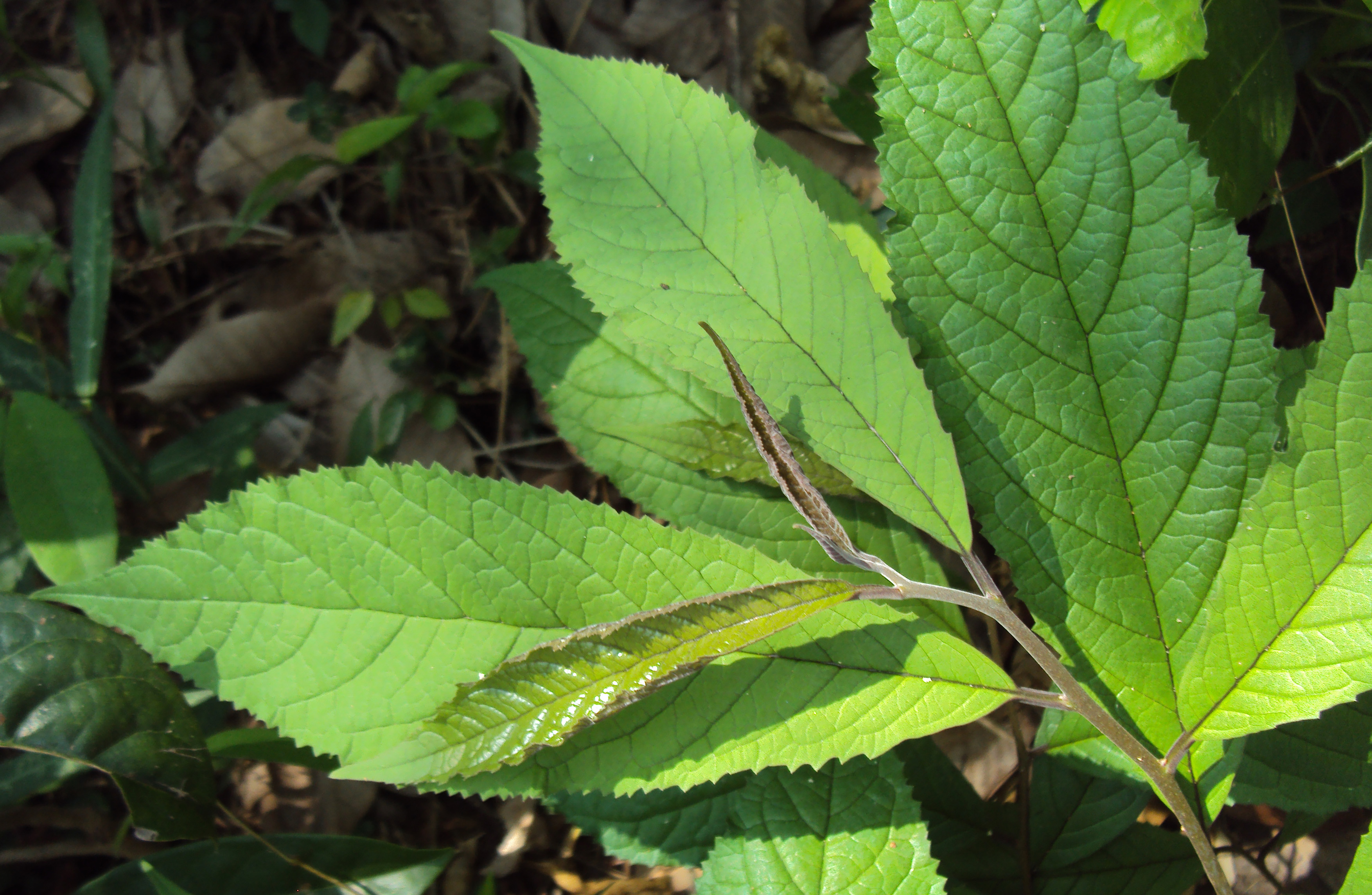